# ميك داولينغ
ميك داولينغ (بالإنجليزية: Mick Dowling)‏ (مواليد 17 ديسمبر 1946) هو ملاكم آيرلندي، مثّل بلاده في الألعاب الأولمبية الصيفية في دورتي 1968 و1972.

## روابط خارجية
ميك داولينغ على موقع بوكس ريك (الإنجليزية) (registration required)
- ميك داولينغ على موقع اللجنة الأولمبية الدولية (الإنجليزية)
- ميك داولينغ على موقع أوليمبيديا (الإنجليزية)